# República Dominicana nos Jogos Olímpicos de Verão de 1980
República Dominicana participou dos Jogos Olímpicos de Verão de 1980, realizados em Moscou, na então União Soviética. 
Foi a qunta aparição do país nos Jogos Olímpicos, onde foi representado por seis atletas, sendo cinco homens e uma mulher, que competiram em quatro esportes.

## Competidores
Esta foi a participação por modalidade nesta edição:
| Esporte            | Masculino | Feminino | Total |
| ------------------ | --------- | -------- | ----- |
| Atletismo          | 1         | 1        | 2     |
| Boxe               | 1         | 0        | 0     |
| Halterofilismo     | 1         | 0        | 0     |
| Saltos ornamentais | 2         | 0        | 2     |
| Total              | 5         | 1        | 6     |

## Desempenho

### Atletismo
Masculino
Eventos de pista
| Atleta        | Evento | Eliminatórias | Eliminatórias | Quartas de final | Quartas de final | Semifinal   | Semifinal   | Final       | Final       | Ref.  |
| Atleta        | Evento | Tempo         | Pos.          | Tempo            | Pos.             | Tempo       | Pos.        | Tempo       | Pos.        | Ref.  |
| ------------- | ------ | ------------- | ------------- | ---------------- | ---------------- | ----------- | ----------- | ----------- | ----------- | ----- |
| Gerardo Suero | 100 m  | 10.53 q       | 4º/bat. 5     | 10.57            | 8º/bat. 3        | Não avançou | Não avançou | Não avançou | Não avançou | [ 3 ] |
| Gerardo Suero | 200 m  | 22.16 Q       | 3º/bat. 4     | 21.75            | 8º/bat. 2        | Não avançou | Não avançou | Não avançou | Não avançou | [ 4 ] |

Feminino
Eventos de pista
| Atleta           | Evento            | Eliminatórias | Eliminatórias | Quartas de final | Quartas de final | Semifinal   | Semifinal   | Final       | Final       | Ref.  |
| Atleta           | Evento            | Tempo         | Pos.          | Tempo            | Pos.             | Tempo       | Pos.        | Tempo       | Pos.        | Ref.  |
| ---------------- | ----------------- | ------------- | ------------- | ---------------- | ---------------- | ----------- | ----------- | ----------- | ----------- | ----- |
| Marisela Peralta | 100 m c/barreiras | 14.18         | 7º/bat. 1     | —                | —                | Não avançou | Não avançou | Não avançou | Não avançou | [ 5 ] |

### Boxe
| Atleta      | Evento | Fase de 64           | Fase de 32            | Oitavas de final     | Quartas de final     | Semifinal            | Final                | Final       | Ref.  |
| Atleta      | Evento | Adversário Resultado | Adversário Resultado  | Adversário Resultado | Adversário Resultado | Adversário Resultado | Adversário Resultado | Pos.        | Ref.  |
| ----------- | ------ | -------------------- | --------------------- | -------------------- | -------------------- | -------------------- | -------------------- | ----------- | ----- |
| Andrés Tena | Galo   | —                    | URS Khachatryan D 0–5 | Não avançou          | Não avançou          | Não avançou          | Não avançou          | Não avançou | [ 6 ] |

### Halterofilismo
Masculino
| Atleta          | Evento  | Arranco | Arranco | Arremesso | Arremesso | Total | Pos. | Ref.  |
| Atleta          | Evento  | Result. | Pos.    | Result.   | Pos.      | Total | Pos. | Ref.  |
| --------------- | ------- | ------- | ------- | --------- | --------- | ----- | ---- | ----- |
| Mario Rodríguez | –110 kg | 125     | 12º     | 162,5     | 12º       | 287,5 | 12º  | [ 7 ] |

### Saltos ornamentais
Masculino
| Atleta          | Evento          | Preliminar | Preliminar | Final       | Final       | Ref.  |
| Atleta          | Evento          | Pontos     | Pos.       | Pontos      | Pos.        | Ref.  |
| --------------- | --------------- | ---------- | ---------- | ----------- | ----------- | ----- |
| Reynaldo Castro | Trampolim 3 m   | 469,14     | 18º        | Não avançou | Não avançou | [ 8 ] |
| César Jiménez   | Plataforma 10 m | 369,09     | 21º        | Não avançou | Não avançou | [ 9 ] |

Legenda
| Recorde mundial      | Recorde mundial (World record)               |                       | Recorde africano                      | Recorde africano (African) |                                           | Q | Classificado por posição (Qualified) |
| Recorde olímpico     | Recorde olímpico (Olympic record)            | Recorde da América    | Recorde da América (Americas)         | q                          | Classificado por melhor tempo (Qualified) |   |                                      |
| Melhor marca do ano  | Melhor marca do ano (World leading)          | Recorde asiático      | Recorde asiático (Asian)              | DNS                        | Não largou (Did not start)                |   |                                      |
| Recorde nacional     | Recorde nacional (National record)           | Recorde europeu       | Recorde europeu (European)            | DNF                        | Não terminou (Did not finish)             |   |                                      |
| Recorde pessoal      | Recorde pessoal do atleta (Personal best)    | Recorde da Oceania    | Recorde da Oceania (Oceania)          | DSQ / DQ                   | Desclassificado (Disqualified)            |   |                                      |
| Recorde da temporada | Recorde da temporada do atleta (Season best) | Recorde sul-americano | Recorde sul-americano (South America) | NM                         | Sem marca (No mark)                       |   |                                      |